# Robert Hues
Robert Hues (1553 – 24 de mayo de 1632) fue un matemático y geógrafo inglés. En 1578, se graduó del St Mary Hall en la Universidad de Oxford y puede haber viajado a Europa continental después. Hues se interesó en la geografía y la matemática y realizó observaciones de las variaciones de la brújula fuera de la costa de Terranova. Bien partió allá en un viaje de pesca o bien se unió a un viaje en 1585 a Virginia programado por Walter Raleigh y comandado por Richard Grenville que pasó por Terranova en el trayecto de regreso a Inglaterra.
Entre 1586 y 1588, Hues viajó con Thomas Cavendish en una circunnavegación del globo, aprovechando la oportunidad para medir las latitudes. En 1589, participó en la expedición corsaria de George Clifford de Cumberland a las Azores para capturar galeones españoles. A inicios de agosto de 1591, viajó nuevamente con Cavendish en un intento por completar otra circunnavegación del globo, viaje en el que fueron acompañados por John Davis. Durante el viaje, Hues realizó observaciones astronómicas mientras estuvo en el Atlántico sur y también observó la variación de la brújula allí y en el Ecuador. En 1592, Cavendish falleció durante el viaje y Hues regresó a Inglaterra con Davis en 1593.
En 1594, Hues publicó sus descubrimientos en la obra en latín, Tractatus de globis et eorum usu (Tratados sobre globos y su uso), que fue escrita para explicar el uso de los globos terrestres y celestes que habían sido hechos y publicados por Emery Molyneux a fines de 1592 o inicios de 1593, y para animar a los marinos ingleses a usar navegación astronómica práctica. El trabajo de Hues fue impreso, al menos, 12 veces en holandés, inglés, francés y latín.

### Artículos
- Wikimedia Commons alberga una categoría multimedia sobre Robert Hues.
- J.O.M. (1851), «Robert Hues on the Use of Globes», Notes and Queries, s1-IV: 384..

### Libros
- Hutchinson, John (1890), Herefordshire Biographies, being a Record of such of Natives of the County as have Attained to more than Local Celebrity, with Notices of their Lives and Bibliographical References, together with an Appendix containing Notices of some other Celebrities, Intimately Connected with the County but not Natives of it, Hereford: Jakeman & Carver, OCLC 62357054..

- Datos: Q3435427
- Multimedia: Robert Hues / Q3435427